# San Biagio Maggiore
Crkva San Biagio Maggiore također poznata svojim mještanima kao 'Santa Patrizia' mala je bivša vjerska građevina smještena na raskrižju Via San Biagio dei Librai i Via San Gregorio Armeno, koja je bila sastavni dio centra grada Napulja, južna Italija. Ona je u susjedstvu crkve San Gennaro all'Olmo i godinama je njen sastavni dio .

## Povijest
Crkva je osnovana u 8. stoljeću, kada su armenski redovnici bježeći pred bizantskim ikonoklazmom došli u Napulj. Sa sobom su donijeli relikvije svetih Grgura i Biagia. Isprva su sagradili kapelicu za sklonište lubanje San Biagia pokraj crkve San Gennaro. Godine 1543. skrbništvo nad kapelom dodijeljeno je Kongregaciji knjižara (Librai), koji su bili okupljeni u ovom dijelu grada. Potonji je na tom mjestu sagradio kapelicu za relikviju. Do 1628. štovanje je poraslo, a San Biagio je proglašen zaštitnikom napuljskog kraljevstva. Svetac i kapela također su bili uključeni u zagovor siromašnih žena koje su se htjele udati i onih koje su bolovale grlobolje. Godine 1631. kardinal Francesco Boncompagno osnovao je novu malu crkvu kakvu sada vidimo. Kip sveca premješten je u crkvu Sv. Filipa i Jakova (tal. Santi Filippo e Giacomo). Godinama je crkva propadala, a sada je dekonsekrirana zgrada pod nadzorom kulturne organizacije: Fondazione Giambattista Vico.

## Vanjske poveznice
|  | Zajednički poslužitelj ima još gradiva o temi San Biagio Maggiore |